# Pontevedra CF
Pontevedra Club de Fútbol är en spansk fotbollsklubb från Pontevedra. Klubben grundades 1941 och spelar för närvarande i Segunda División B, spanska tredjedivisionen. Hemmamatcherna spelas på Estadio Pasarón.